# Гігієна навколишнього середовища

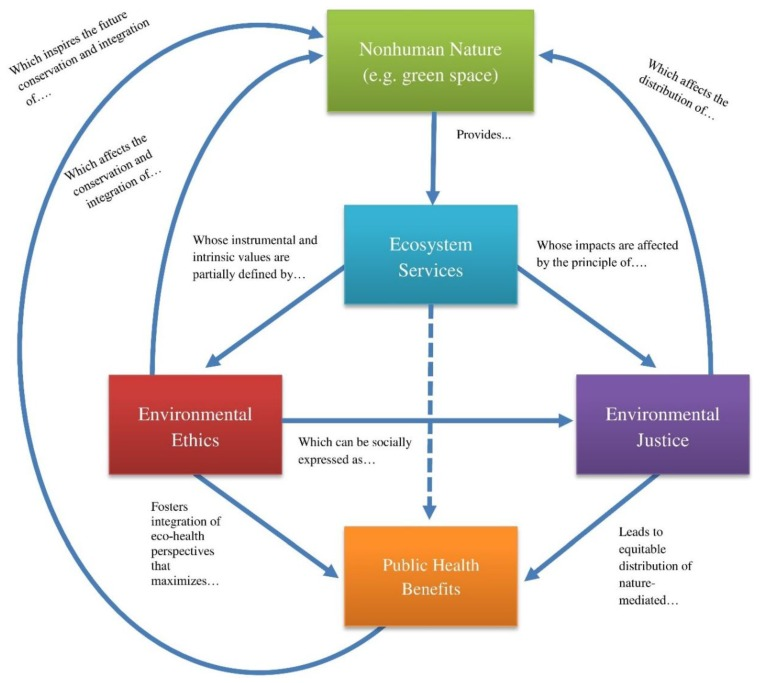
Концептуальна карта, що ілюструє зв'язки між нелюдською природою, екосистемними послугами, екологічною етикою, екологічною справедливістю та громадським здоров'ям.

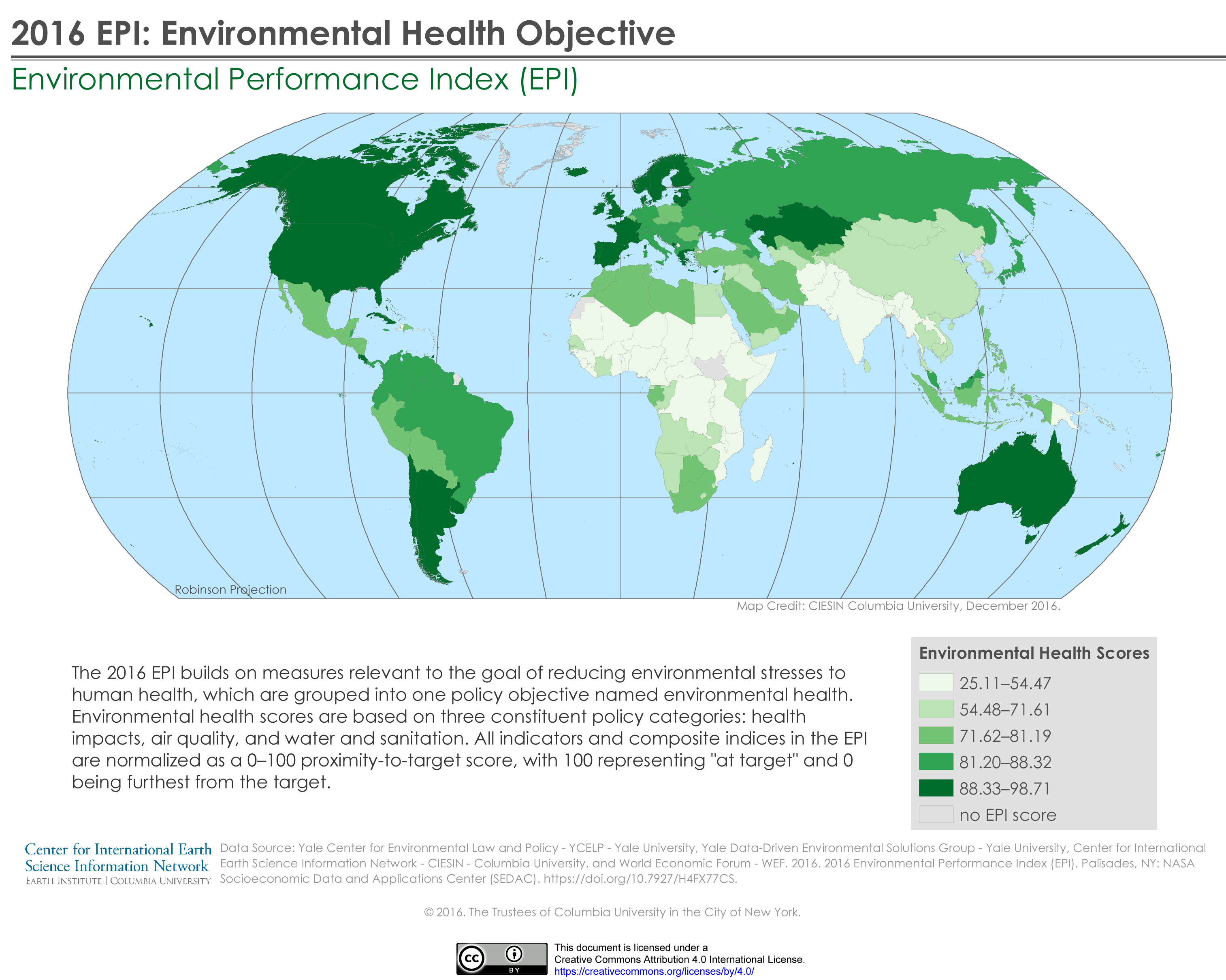
Індикатор здоров'я навколишнього середовища (2016). Він складається з трьох категорій: вплив на здоров'я, якість повітря, вода та санітарія. Категорія впливу на здоров'я включає показник ризику для навколишнього середовища.

Гігієна навколишнього середовища — галузь охорони здоров'я, яка займається всіма аспектами природного та антропогенного середовища, що впливає на здоров'я людини. Щоб ефективно контролювати фактори, які можуть вплинути на здоров'я, необхідно визначити вимоги, яких необхідно виконати для створення здорового середовища. Основними субдисциплінами охорони навколишнього середовища є наука про навколишнє середовище, токсикологія, епідеміологія навколишнього середовища та медицина навколишнього середовища та медицина праці.

## Визначення

### Визначення ВООЗ
Гігієна навколишнього середовища була визначена в документі Всесвітньої організації охорони здоров'я (ВООЗ) 1989 року як: ті аспекти здоров'я людини та хвороби, які визначаються факторами навколишнього середовища. Це також називають теорією та практикою доступу та контролю факторів у навколишньому середовищі, які потенційно можуть впливати на здоров'я. 
У документі ВООЗ 1990 року зазначено, що здоров'я навколишнього середовища, як воно використовується Європейським регіональним бюро ВООЗ, «включає як прямі патологічні ефекти хімічних речовин, радіації та деяких біологічних агентів, так і вплив (часто непрямий) на здоров'я та добробут людей фізичне, психологічне, соціальне та культурне середовище, яке включає житло, містобудування, землекористування та транспорт».
Станом на  2016, на веб-сайті ВООЗ, присвяченому здоров'ю навколишнього середовища, зазначено, що «здоров'я навколишнього середовища охоплює всі фізичні, хімічні та біологічні фактори, що є зовнішніми по відношенню до людини, а також всі пов'язані з ними фактори, що впливають на поведінку. Воно охоплює оцінку та контроль тих факторів навколишнього середовища, які потенційно можуть впливати на здоров'я. Вона спрямована на профілактику захворювань і створення сприятливого для здоров'я середовища. Це визначення виключає поведінку, не пов'язану з навколишнім середовищем, а також поведінку, пов'язану з соціальним і культурним середовищем та генетикою».
ВООЗ також визначила служби охорони навколишнього середовища як «послуги, які впроваджують політику охорони навколишнього середовища шляхом моніторингу та контролю. Вони також виконують цю роль, сприяючи покращенню екологічних параметрів і заохочуючи використання екологічно чистих і здорових технологій і поведінки. Вони також відіграють провідну роль у розробці та пропонуванні нових сфер політики».

### Інші міркування
Термін екологічна медицина може розглядатися як медична спеціальність або галузь ширшої галузі охорони навколишнього середовища. Термінологія до кінця не встановлена, і в багатьох країнах Європи вони використовуються як синоніми.
Здоров'я навколишнього середовища дітей — це академічна дисципліна, яка вивчає, як вплив навколишнього середовища в ранньому віці — хімічний, харчовий і соціальний — впливає на здоров'я та розвиток у дитинстві та протягом усього життя людини.
Інші терміни, що стосуються або стосуються здоров'я навколишнього середовища, включають здоров'я навколишнього середовища та захист здоров'я.

## Дисципліни
П'ять основних дисциплін, як правило, сприяють галузі охорони навколишнього середовища: екологічна епідеміологія, токсикологія, наука про вплив, екологічна інженерія та екологічне право. Кожна з цих п'яти дисциплін надає різну інформацію для опису проблем і рішень у галузі охорони навколишнього середовища. Однак між ними є певне збігання.
- Епідеміологія навколишнього середовища вивчає взаємозв'язок між впливом навколишнього середовища (включаючи вплив хімічних речовин, радіації, мікробіологічних агентів тощо) та здоров'ям людини. Обсерваційні дослідження, які просто спостерігають за впливом, з яким люди вже зазнали, є поширеними в епідеміології навколишнього середовища, оскільки люди етично не можуть піддаватися впливу агентів, які, як відомо, або підозрюються, викликають захворювання. Хоча неможливість використання планів експериментальних досліджень є обмеженням екологічної епідеміології, ця дисципліна безпосередньо спостерігає вплив на здоров'я людини, а не оцінює вплив досліджень на тваринах.[11] Епідеміологія навколишнього середовища — це наука про вплив на здоров'я людини фізичних, біологічних і хімічних факторів зовнішнього середовища в широкому розумінні. Крім того, досліджуючи конкретні групи населення або спільноти, які піддаються впливу різних навколишніх середовищ, епідеміологія в нашому середовищі має на меті з'ясувати зв'язок, який існує між фізичними, біологічними чи хімічними факторами та здоров'ям людини.[12]
- Токсикологія вивчає, як вплив навколишнього середовища призводить до певних наслідків для здоров'я, як правило, у тварин, як засіб для розуміння можливих наслідків для здоров'я людей. Токсикологія має перевагу в тому, що вона може проводити рандомізовані контрольовані дослідження та інші експериментальні дослідження, оскільки вони можуть використовувати тварин. Однак існує багато відмінностей у біології тварин і людини, і може бути багато невизначеності при інтерпретації результатів досліджень на тваринах щодо їх наслідків для здоров'я людини.[13]
- Експозиційна наука вивчає вплив забруднювачів навколишнього середовища на людину шляхом ідентифікації та кількісного визначення впливу. Науку про вплив можна використовувати для підтримки епідеміології навколишнього середовища шляхом кращого опису впливів навколишнього середовища, які можуть призвести до певного наслідку для здоров'я, визначення загальних впливів, наслідки для здоров'я яких можна краще зрозуміти за допомогою токсикологічного дослідження, або їх можна використовувати в оцінці ризику, щоб визначити, чи поточний рівні впливу можуть перевищувати рекомендовані рівні. Наука про вплив має перевагу в тому, що вона здатна дуже точно кількісно визначити вплив певних хімічних речовин, але вона не генерує жодної інформації про наслідки для здоров'я, як-от екологічна епідеміологія чи токсикологія.[14]
- Екологічна інженерія застосовує наукові та інженерні принципи для захисту населення від впливу несприятливих факторів навколишнього середовища; захист навколишнього середовища від потенційно шкідливого впливу природної та людської діяльності; та загальне покращення якості навколишнього середовища.[15]
- Екологічне право включає мережу договорів, статутів, постанов, загальних і звичаєвих законів, що стосуються впливу людської діяльності на природне середовище.[16]

Інформацію з епідеміології, токсикології та науки про вплив можна об'єднати для проведення оцінки ризику для конкретних хімічних речовин, сумішей хімічних речовин або інших факторів ризику, щоб визначити, чи становить вплив значний ризик для здоров'я людини (вплив, ймовірно, призведе до розвитку забруднення, супутних захворювань). Це, у свою чергу, може бути використано для розробки та впровадження політики охорони навколишнього середовища, яка, наприклад, регулює хімічні викиди або встановлює стандарти належної санітарії.  Інженерні та юридичні дії можна об'єднати, щоб забезпечити управління ризиками для мінімізації, моніторингу та іншого керування впливом впливу для захисту здоров'я людини для досягнення цілей політики охорони навколишнього середовища.

## Занепокоєння

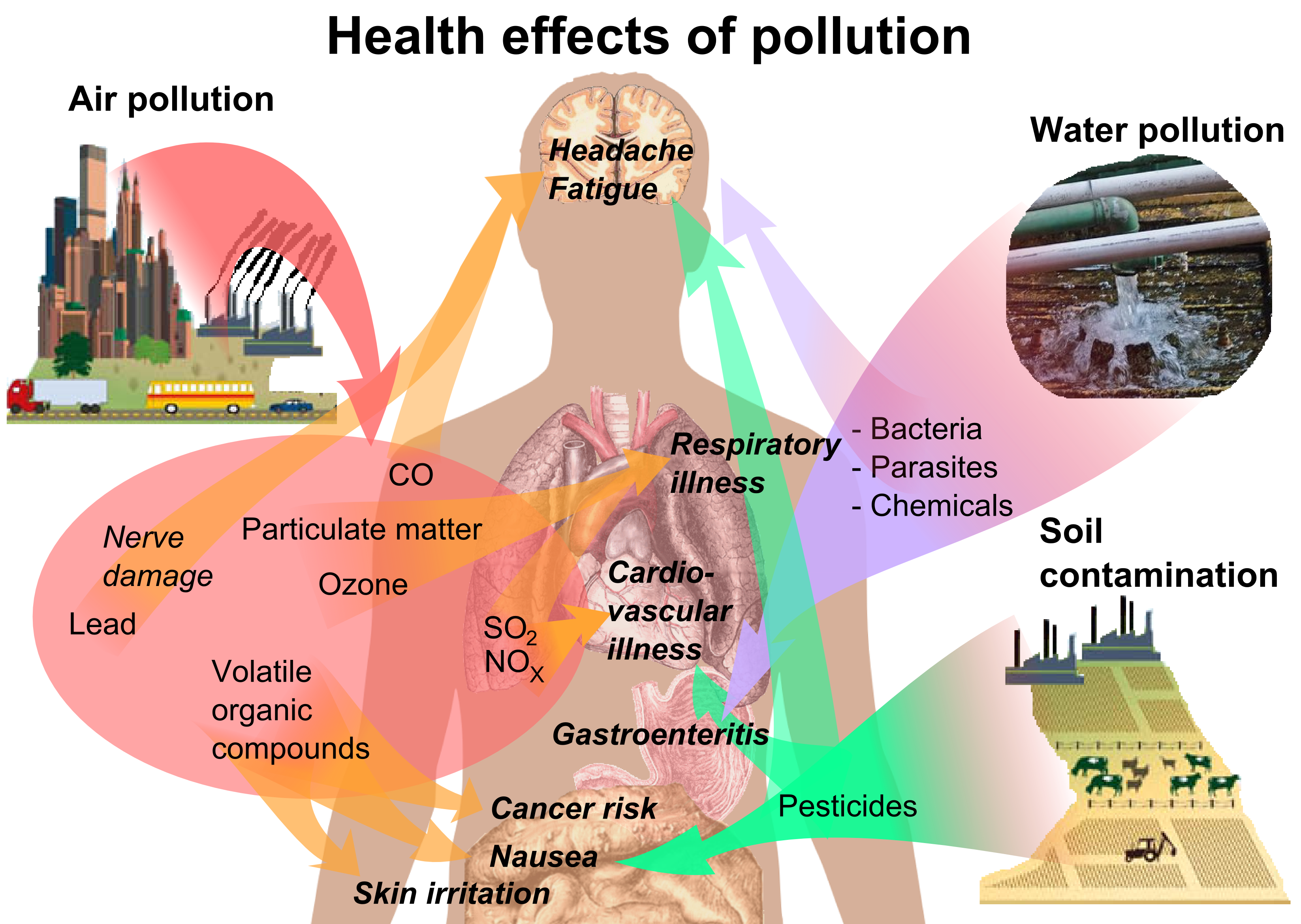
Огляд основних впливів деяких поширених типів забруднення на здоров'я людини

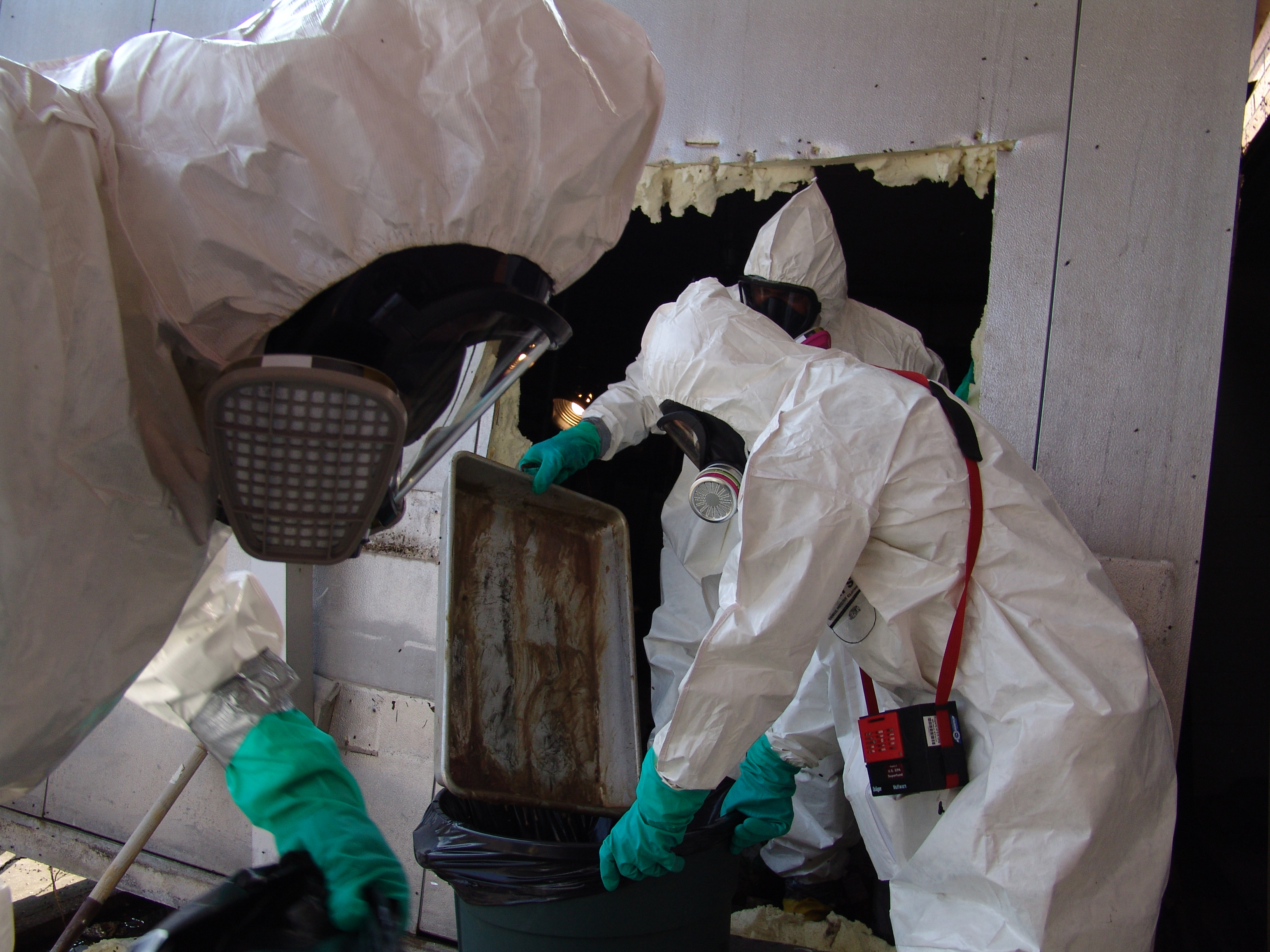
Команда ФПНС / АОД з небезпечних матеріалів усуває небезпеки, що залишилися після урагану Катріна, 2005 р.

Гігієна навколишнього середовища розглядає всі аспекти природного та антропогенного середовища, пов'язані зі здоров'ям людини. Проблеми здоров'я навколишнього середовища включають такі складові:
- Біологічна безпека.
- Готовність і реагування на катастрофи.
- Безпека харчових продуктів, у тому числі в сільському господарстві, транспорті, харчовій промисловості, оптовій та роздрібній торгівлі та продажу.
- Житлове забезпечення, включаючи зниження рівня неякісного житла та перевірка в'язниць.
- Профілактика дитячого отруєння свинцем .
- Планування землекористування, включаючи розумне зростання.
- Утилізація рідких відходів, включаючи міські очисні споруди та локальні системи утилізації стічних вод, такі як системи септиків і хімічні туалети.
- Поводження та утилізація медичних відходів.
- Гігієна праці та промислова гігієна.
- Радіологічне здоров'я, включаючи вплив іонізуючого випромінювання від рентгенівських променів або радіоактивних ізотопів.
- Профілактика рекреаційних водних хвороб, у тому числі через басейни, курорти та місця для купання в океані та прісній воді.
- Управління твердими відходами, включаючи звалища, заводи з переробки, компостування та станції перевантаження твердих відходів.
- Вплив токсичних хімікатів у споживчі товари, житло, робочі місця, повітря, воду чи ґрунт.
- Боротьба з переносниками, включаючи боротьбу з комарами, гризунами, мухами, тарганами та іншими тваринами, які можуть бути переносниками патогенів.

За останніми оцінками, приблизно від 5 до 10 % втрачених років життя з поправкою на інвалідність (РЖПІ) спричинено екологічними причинами в Європі. Безумовно, найважливішим фактором є забруднення міського повітря дрібними твердими частинками. Так само, за оцінками, вплив навколишнього середовища спричинив 4,9 мільйонів (8,7 %) смертей і 86 мільйонів (5,7 %) РЖПІ у всьому світі. У Сполучених Штатах сайти Superfund, створені різними компаніями, виявилися небезпечними для здоров'я людей і навколишнього середовища в сусідніх громадах. Саме ця уявна загроза, що породжує привид викиднів, мутацій, вроджених вад і раку, найбільше налякала громадськість.

### Якість повітря
Якість повітря включає якість навколишнього зовнішнього повітря та якість повітря в приміщенні . Основні проблеми щодо якості повітря включають тютюновий дим у навколишньому середовищі, забруднення повітря різними формами хімічних відходів та інші проблеми.

#### Якість зовнішнього повітря
Забруднення повітря є причиною понад 6,5 мільйонів смертей у всьому світі щороку. Забруднення повітря — це забруднення атмосфери через наявність речовин, які шкідливі для здоров'я живих організмів, навколишнього середовища або клімату. Ці речовини стурбовані посадовими особами з охорони навколишнього середовища, оскільки забруднення повітря часто є фактором ризику для захворювань, пов'язаних із забрудненням, таких як рак легенів, респіраторні інфекції, астма, серцеві захворювання та інші форми респіраторних захворювань. Встановлено, що зменшення забруднення повітря та, таким чином, покращення якості повітря зменшують смертність серед дорослих.

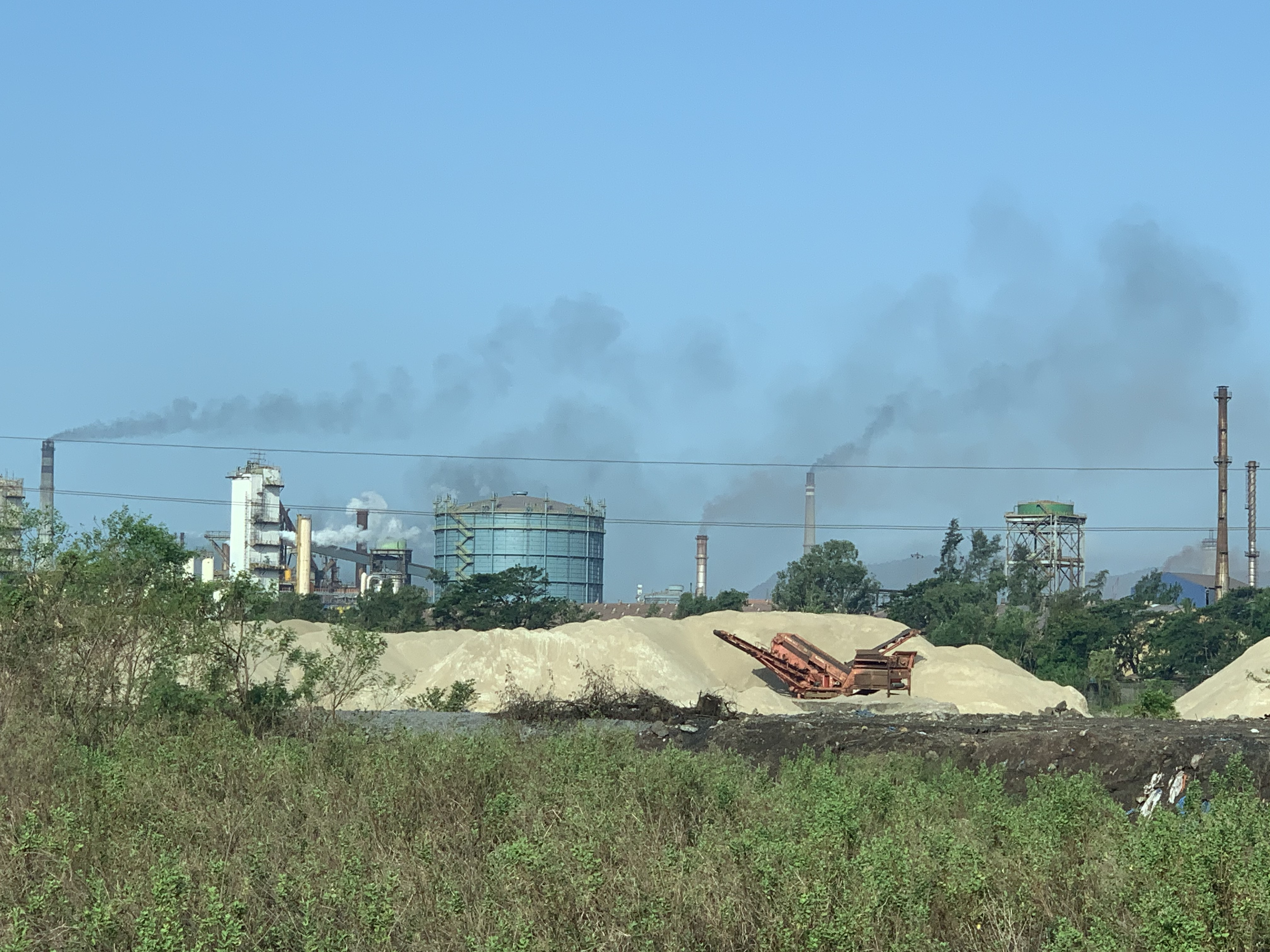
Фабрика в Мумбаї викидає забруднення повітря.

Загальні продукти, відповідальні за викиди, включають дорожній рух, виробництво енергії, побутове спалювання, авіацію та автотранспорт та інші форми забруднюючих речовин. Ці забруднювачі відповідають за спалювання палива, яке може вивільняти в повітря шкідливі частинки, які люди та інші живі організми можуть вдихнути або проковтнути.
Забруднення повітря пов'язане з негативними наслідками для здоров'я, такими як респіраторні та серцево-судинні захворювання, рак, супутні захворювання та навіть смерть. Ризик забруднення повітря визначається небезпекою забруднювача та рівнем впливу, який впливає на людину. Наприклад, дитина, яка займається спортом на свіжому повітрі, матиме вищу ймовірність впливу забруднення зовнішнього повітря порівняно з дорослою людиною, яка, як правило, проводить більше часу в приміщенні, на роботі чи в іншому місці. Службовці з охорони навколишнього середовища працюють над виявленням осіб, які піддаються підвищеному ризику споживання забрудненого повітря, працюють над зменшенням їхнього впливу та виявляють фактори ризику, присутні в громадах.

#### Якість повітря в приміщенні
Забруднення повітря в домогосподарствах сприяє виникненню захворювань, які щороку вбивають майже 4,3 мільйона людей. Забруднення повітря в приміщенні сприяє факторам ризику таких захворювань, як хвороби серця, легенів, інсульт, пневмонія та інші пов'язані з цим захворювання. Для вразливих груп населення, які проводять багато часу в приміщенні, таких як діти та люди похилого віку, погана якість повітря в приміщенні може бути небезпечною.
Спалювання палива, наприклад вугілля чи гасу, у будинках може призвести до викиду небезпечних хімікатів у повітря. Сирість і цвіль у будинках також можуть спричинити захворювання, але було проведено мало досліджень щодо цвілі в школах і на робочих місцях. Тютюновий дим у навколишньому середовищі вважається головним джерелом забруднення повітря в приміщенні, оскільки вторинне та стороннє куріння є загальним фактором ризику. Тютюновий дим містить понад 60 канцерогенів, з яких 18 % є відомими канцерогенами для людини. Вплив цих хімічних речовин може призвести до загострення астми, розвитку серцево-судинних захворювань, серцево-легеневих захворювань, а також збільшити ймовірність розвитку раку.

### Зміна клімату та її вплив на здоров'я
Зміни клімату підвищують ймовірність екстремальних погодних явищ, у тому числі озонового смогу, пилових бур і підвищених рівнів аерозолю, все через сильну спеку, посуху, вітри та опади. Ці екстремальні погодні явища можуть збільшити ймовірність недоїдання, смертності, відсутності продовольчої безпеки та чутливих до клімату інфекційних захворювань серед уразливих груп населення. Наслідки зміни клімату відчуває весь світ, але вони непропорційно впливають на знедолене населення, яке вразливе до зміни клімату.

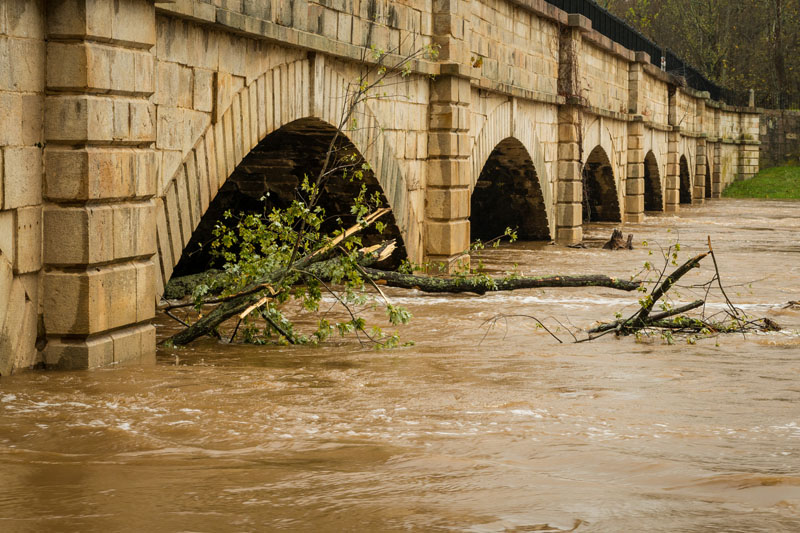
Стік води в штаті Меріленд, США.

Вплив клімату може вплинути на вплив патогенних мікроорганізмів, що переносяться водою, через підвищення рівня стоку, часті проливні дощі та наслідки сильних штормів. Екстремальні погодні явища та штормові хвилі також можуть перевищувати пропускну здатність інфраструктури водопостачання, що може збільшити ймовірність того, що населення буде піддано впливу цих забруднень. Вплив цих забруднювачів більш імовірний у громадах з низьким рівнем доходу, де вони не мають належної інфраструктури для реагування на кліматичні катаклізми та мають менші шанси так швидко відновитися після пошкодження інфраструктури.
Люди часто стикаються з такими проблемами, як втрата будинків, близьких і попереднього способу життя після кліматичної катастрофи. Ці події можуть призвести до вразливості у формі стресу щодо доступності житла, зниження доходу домогосподарства, відсутності прихильності до громади, горя та тривоги через чергову катастрофу.

### Екологічний расизм
Певні групи людей можуть бути піддані підвищеному ризику екологічних небезпек, наприклад забруднення повітря, ґрунту та води. Часто це відбувається через маргіналізацію, економічні та політичні процеси, расизм. Екологічний расизм унікальним чином впливає на різні групи в усьому світі, однак, як правило, це стосується найбільш маргіналізованих груп будь-якого регіону. Ці маргіналізовані групи часто знаходяться поруч із джерелами забруднення, такими як головні дороги, смітники токсичних відходів, звалища та хімічні заводи. У дослідженні 2021 року було виявлено, що групи расових та етнічних меншин у Сполучених Штатах піддаються непропорційно високому рівню забруднення повітря твердими частинками. Расова житлова політика, яка існує в Сполучених Штатах, продовжує непропорційно посилювати вплив расових меншин на забруднення повітря, навіть якщо загальний рівень забруднення знизився. Подібним чином у дослідженні 2022 року було показано, що впровадження змін у політику, які сприяють перерозподілу багатства, може подвоїтися як заходи пом'якшення кліматичних змін. Для населення, яке не підпадає під дію заходів з перерозподілу багатства, це означає, що більше грошей буде надходити в їхні громади, а кліматичні наслідки пом'якшуються.

### Шумове забруднення

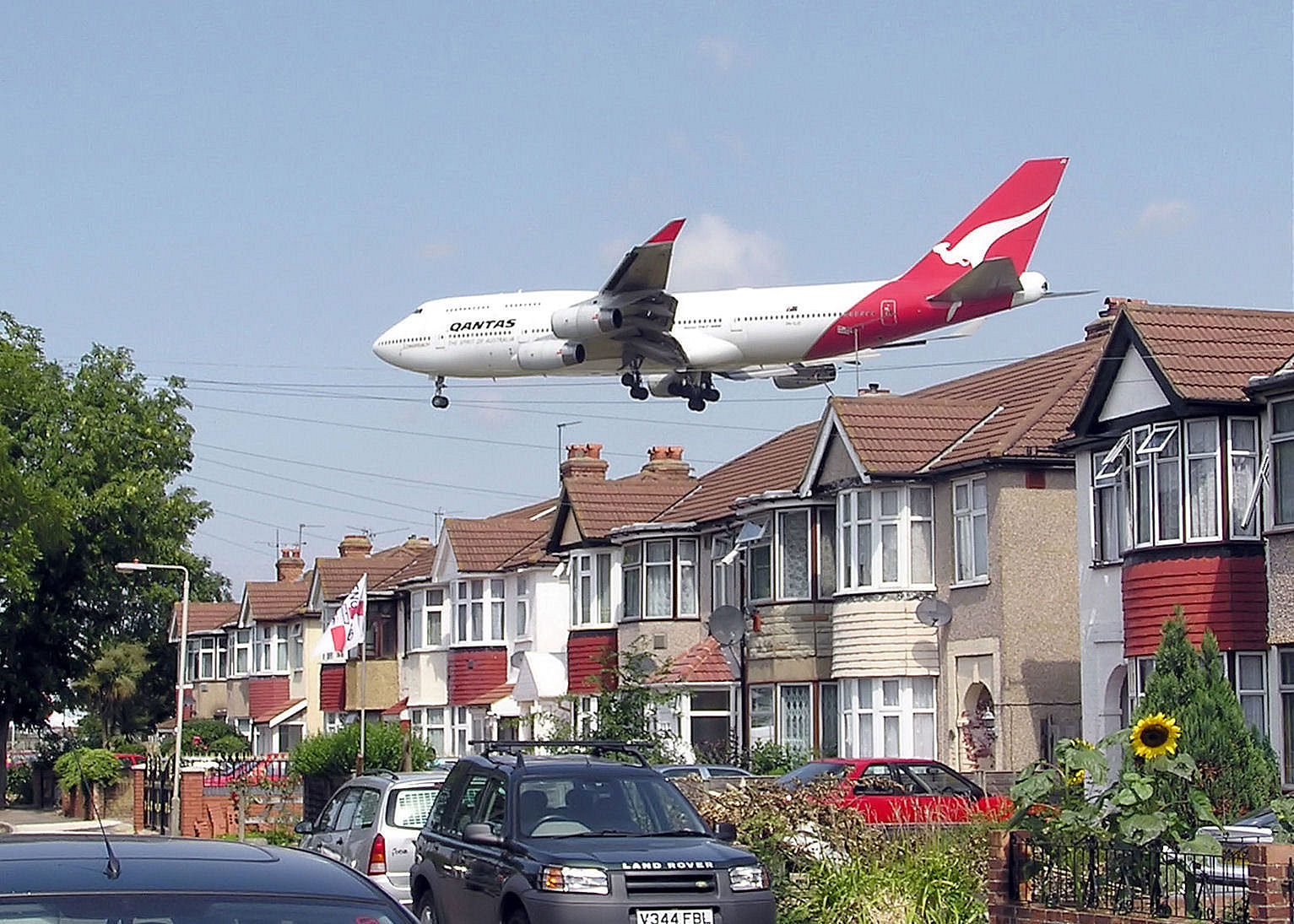
Літак, що летить над житловим районом.

Шумове забруднення — це, як правило, не екологічний, машинний звук, який може заважати діяльності або спілкуванню між людьми та іншими формами життя. Вплив стійкого шумового забруднення може спричинити такі захворювання, як погіршення слуху, порушення сну, серцево-судинні проблеми, роздратування, проблеми зі спілкуванням та інші захворювання. Для американських меншин, які живуть у районах із низьким соціально-економічним статусом, вони часто відчувають вищий рівень шумового забруднення порівняно з їхніми колегами з вищим соціально-економічним статусом.
Шумове забруднення може спричинити або загострити серцево-судинні захворювання, які можуть у подальшому вплинути на широкий спектр захворювань, підвищити рівень стресу та спричинити порушення сну. Шумове забруднення також є причиною випадків втрати слуху, шуму у вухах та інших форм гіперчутливості або відсутності такої чутливості до звуку. Ці умови можуть бути небезпечними для дітей і молодих дорослих, які постійно відчувають шумове забруднення, оскільки багато з цих станів можуть перерости в довгострокові проблеми.
За дослідженням у Барселоні, діти, які відвідують школу в зонах із шумним транспортом, мають на 20 % нижчий розвиток пам'яті порівняно з іншими учнями, які навчаються в тихих зонах. Це узгоджується з дослідженнями, які свідчать про те, що діти, які регулярно піддаються впливу шуму літака, «мають гірші результати на стандартизованих тестах досягнень».
Вплив постійного шумового забруднення може спричинити розвиток порушень слуху, таких як шум у вухах або порушення розрізнення мови. Одним із найбільших факторів погіршення психічного здоров'я через шумове забруднення є роздратування. Було виявлено, що роздратування, викликане факторами навколишнього середовища, посилює реакції на стрес і загальне відчуття стресу серед дорослих. Рівень роздратування, який відчуває людина, різний, але значно погіршує психічне здоров'я.
Вплив шуму також сприяє порушенням сну, що може спричинити денну сонливість і загальну відсутність сну, що сприяє погіршенню здоров'я.

### Безпечна питна вода

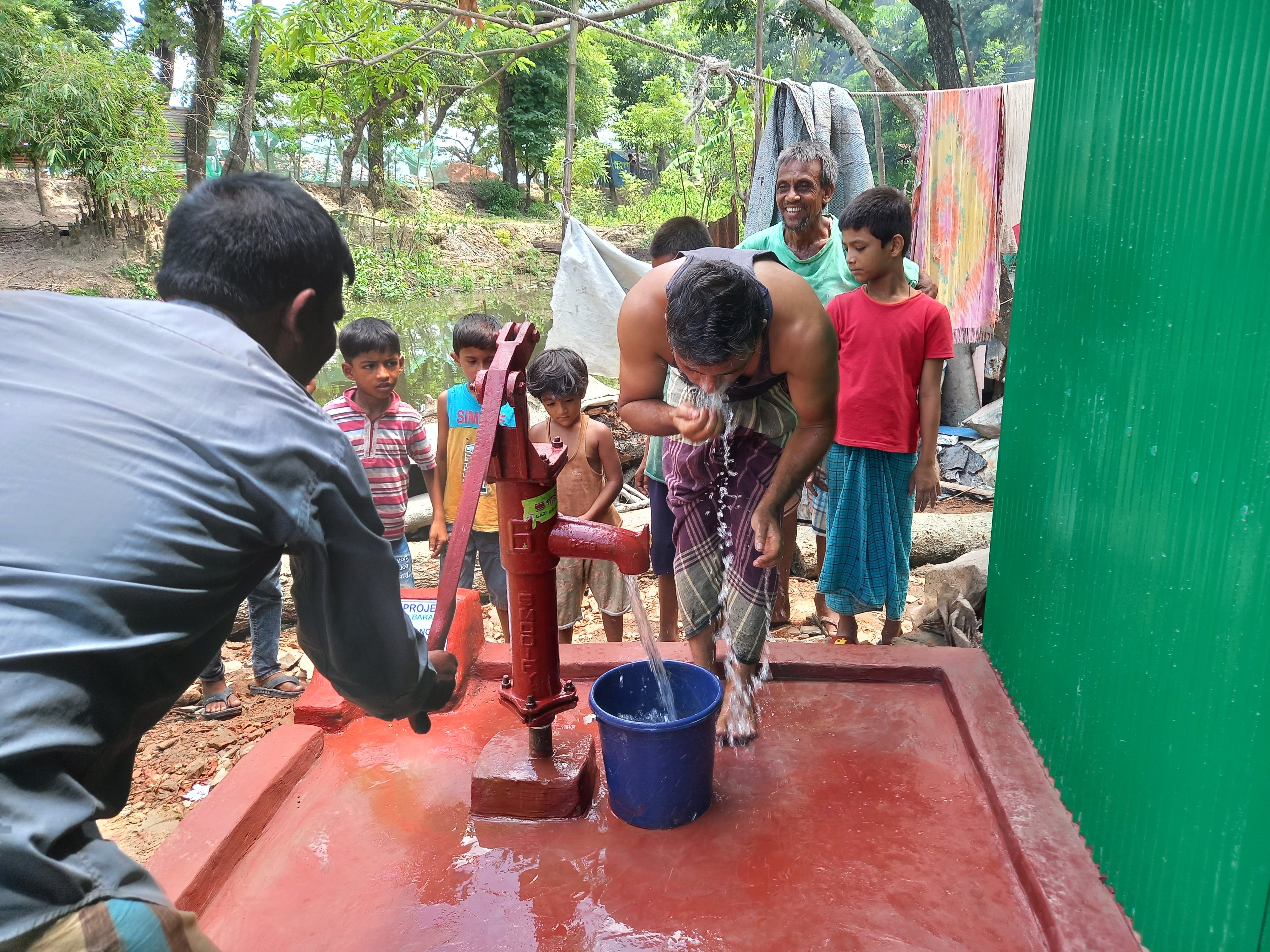
Облаштування свердловини для безпечної питної води.

Організація Об'єднаних Націй вважає доступ до безпечної питної води «основною потребою людини для здоров'я та благополуччя». За їхніми звітами, понад 2 мільярди людей у всьому світі живуть без доступу до безпечної питної води. У 2017 році майже 22 мільйони американців пили воду з систем водопостачання, які порушували стандарти охорони здоров'я. У всьому світі понад 2 мільярди людей п'ють воду, забруднену фекаліями, що становить найбільшу загрозу для безпеки питної води. Забруднена питна вода може передавати такі хвороби, як холеру, дизентерію, черевний тиф, діарею та поліомієліт.
Шкідливі хімічні речовини в питній воді можуть негативно вплинути на здоров'я. Небезпечна практика управління водними ресурсами може збільшити поширеність хвороб, що передаються через воду, і захворювань, пов'язаних із санітарією. Школи в Сполучених Штатах не зобов'язані за законом перевіряти воду на безпечність, а це означає, що багато дітей можуть пити забруднювачі, наприклад свинець, у своїй воді в школі. Неадекватна дезінфекція стічних вод у промислових і сільськогосподарських центрах також може заразити сотні мільйонів людей забрудненою водою. Такі хімічні речовини, як фторид і миш'як, можуть принести користь людям, якщо рівні цих хімічних речовин контролюються, але інші, більш небезпечні хімічні речовини, такі як свинець і метали, можуть бути шкідливими для людей.
В Америці кольорові спільноти можуть постраждати від неякісної води. У громадах в Америці з великим населенням латиноамериканців і темношкірих спостерігається відповідне зростання випадків порушення здоров'я. Населення, яке зазнало нестачі безпечної питної води, як-от населення у Флінті, штат Мічиган, швидше за все не довірятиме водопровідній воді у своїх громадах. Населення, яке відчуває це, як правило, є кольоровими спільнотами з низьким рівнем доходу.

### Управління небезпечними матеріалами
Управління небезпечними матеріалами, включаючи поводження з небезпечними відходами, рекультивація забруднених ділянок, запобігання витокам із підземних резервуарів для зберігання та запобігання викидам небезпечних матеріалів у навколишнє середовище та реагування на надзвичайні ситуації, що є результатом таких викидів. Якщо небезпечні матеріали не обробляються належним чином, відходи можуть забруднювати прилеглі джерела води та погіршувати якість повітря.
Згідно з дослідженням, проведеним в Австрії, люди, які живуть поблизу промислових об'єктів, «частіше безробітні, мають нижчий рівень освіти та вдвічі частіше є іммігрантами». Беручи до уваги здоров'я навколишнього середовища, у 1976 році в Сполучених Штатах було прийнято Закон про збереження та відновлення ресурсів, який охоплював правила поводження з небезпечними відходами.

## Інформація та картографування
Інформаційна програма про токсикологію та здоров'я навколишнього середовища (Toxicology and Environmental Health Information Program — TEHIP) — це комплексний веб-сайт із токсикології та здоров'я навколишнього середовища, який містить відкритий доступ до ресурсів, створених урядовими установами та організаціями США, і підтримується під егідою Спеціалізованої інформаційної служби на Національна медична бібліотека США. TEHIP містить посилання на технічні бази даних, бібліографії, навчальні посібники та ресурси, орієнтовані на споживача. TEHIP відповідає за Мережу токсикологічних даних (Toxicology Data Network — TOXNET), інтегровану систему баз даних токсикології та охорони навколишнього середовища, включаючи Банк даних про небезпечні речовини, які є відкритими, тобто доступними безкоштовно. TOXNET припинив роботу в 2019 році.
Існує багато інструментів для картографування здоров'я навколишнього середовища. TOXMAP — географічна інформаційна система (GIS) Відділу спеціалізованих інформаційних служб Національної медичної бібліотеки США (United States National Library of Medicine — NLM), яка використовує карти Сполучених Штатів, щоб допомогти користувачам візуально досліджувати дані з Агентства охорони навколишнього середовища США (Environmental Protection Agency's — EPA) з інвентаризації викидів токсичних речовин і програми фундаментальних досліджень Superfund. TOXMAP — це ресурс, який фінансується федеральним урядом США. Інформація TOXMAP про хімічні речовини та здоров'я навколишнього середовища взята з мережі токсикологічних даних NLM (Toxicology Data Network — TOXNET) і PubMed, а також з інших авторитетних джерел.

## Професія охорони навколишнього середовища
Фахівці з охорони навколишнього середовища можуть бути відомі як спеціалісти з охорони навколишнього середовища, інспектори громадської охорони здоров'я, спеціалісти з охорони навколишнього середовища або практики охорони навколишнього середовища. Дослідники та політики також відіграють важливу роль у тому, як здоров'я навколишнього середовища практикується на місцях. У багатьох європейських країнах лікарі та ветеринари займаються охороною навколишнього середовища.  У Сполученому Королівстві практикуючі спеціалісти повинні мати вищу освіту в галузі охорони навколишнього середовища, бути сертифікованими та зареєстрованими в Чартерному інституті охорони навколишнього середовища або Королівському інституті охорони навколишнього середовища Шотландії. У Канаді практикуючі спеціалісти з охорони навколишнього середовища повинні отримати затверджений ступінь бакалавра з охорони навколишнього середовища разом із національним професійним сертифікатом, Сертифікатом інспекції громадського здоров'я (Канада), Certificate in Public Health Inspection (Canada) — CPHI(C). Багато штатів Сполучених Штатів також вимагають, щоб особи мали ступінь бакалавра та професійні ліцензії, щоб займатися охороною навколишнього середовища.  Закон штату Каліфорнія визначає сферу діяльності з охорони навколишнього середовища так:
«Сфера практики з охорони навколишнього середовища» означає практику з охорони навколишнього середовища зареєстрованими фахівцями з охорони навколишнього середовища в державному та приватному секторах у розумінні цієї статті та включає, але не обмежується цим, організацію, управління, освіту, правозастосування, консультації, та реагування на надзвичайні ситуації з метою запобігання небезпеці для здоров'я навколишнього середовища та зміцнення та захисту здоров'я населення та навколишнього середовища в таких сферах: захист харчових продуктів; житло; інституційне екологічне здоров'я; землекористування; боротьба з шумом у громаді; зони відпочинку та водойми для плавання; контроль електромагнітного випромінювання; управління твердими, рідкими та небезпечними матеріалами; контроль підземних резервуарів; септичні системи на місці; векторний контроль; якість питної води; водовідведення; готовність до надзвичайних ситуацій; а також молоко та молочна санітарія відповідно до розділу 33113 Продовольчого та сільськогосподарського кодексу.
Професія охорони навколишнього середовища має своє сучасне коріння в русі санітарії та громадської охорони здоров'я Сполученого Королівства. Це було втіленням сера Едвіна Чедвіка, який зіграв важливу роль у скасуванні законів про бідних, а в 1884 році став президентом-засновником Асоціації державних санітарних інспекторів, яка тепер називається Дипломованим інститутом охорони навколишнього середовища. 

## Гігієна навколишнього середовища в поп-медіа та літературі
Оригінальні твори, такі як «Лоракс» доктора Сьюза, дозволяють включити екологічну грамотність у нашу освіту. Режисери пішли далі й перетворили дитячу книгу на фільм, який отримав нагороди, створюючи легший підхід до привернення уваги молодшої аудиторії. Подібно до реклами, ці фільми демонстрували багато освітніх матеріалів щодо здоров'я навколишнього середовища та сталого розвитку, водночас закрадаючи теми, які діти можуть мати на увазі, наприклад дружбу, сім'ю, гумор тощо.
Гігієна навколишнього середовища стала актуальною в нашій поп-культурі завдяки таким фільмам, як «Лоракс» (натхненний оригінальною книгою «Доктор Сьюз: Лоракс»), «ВАЛЛ-І», «Звільніть Віллі», "Щасливі ніжки " та «Гуд», які підкреслюють необхідність благополуччя людей навколишнє середовище. Наступні фільми дозволяють молодим поколінням зрозуміти здоров'я навколишнього середовища та важливість сталого розвитку через призму більш сприйнятливої точки зору.

## Подальше читання
- Andrew M. Pope; David P. Rall (1995). Committee on Curriculum Development in Environmental Medicine at the Institute of Medicine (ред.). Environmental Medicine – Integrating a Missing Element into Medical Education. National Academies Press. ISBN 0309051401.
- Lifestyle factors that can induce an independent and persistent low-grade systemic inflammatory response: a wholistic approach George Vrousgos, N.D. — Southern Cross University
- Kate Davies (2013). The Rise of the U.S. Environmental Health Movement. Rowman & Littlefield. ISBN 978-1442221376.
- White, Franklin; Stallones, Lorann; Last, John M. (2013). Global Public Health: Ecological Foundations. Oxford University Press. ISBN 978-0-19-975190-7.
- Jouko Tuomisto (2005). Arsenic to zoonoses – One hundred questions about the environment and health. Terveyden ja hyvinvoinnin laitos (National Institute for Health and Welfare, Finland). Архів оригіналу за 15 січня 2015. Процитовано 10 січня 2015.